# Honourable Artillery Company
Honourable Artillery Company är ett artillerikompani i Storbritanniens armé som grundades av 1537 av kung Henrik VIII, och därmed är den äldsta militärstyrkan i världen efter schweizergardet.